# Echinopsis caulescens
Echinopsis caulescens là một loài thực vật có hoa trong họ Cactaceae. Loài này được (F.Ritter) M.Lowry mô tả khoa học đầu tiên năm 2002.

## Hình ảnh

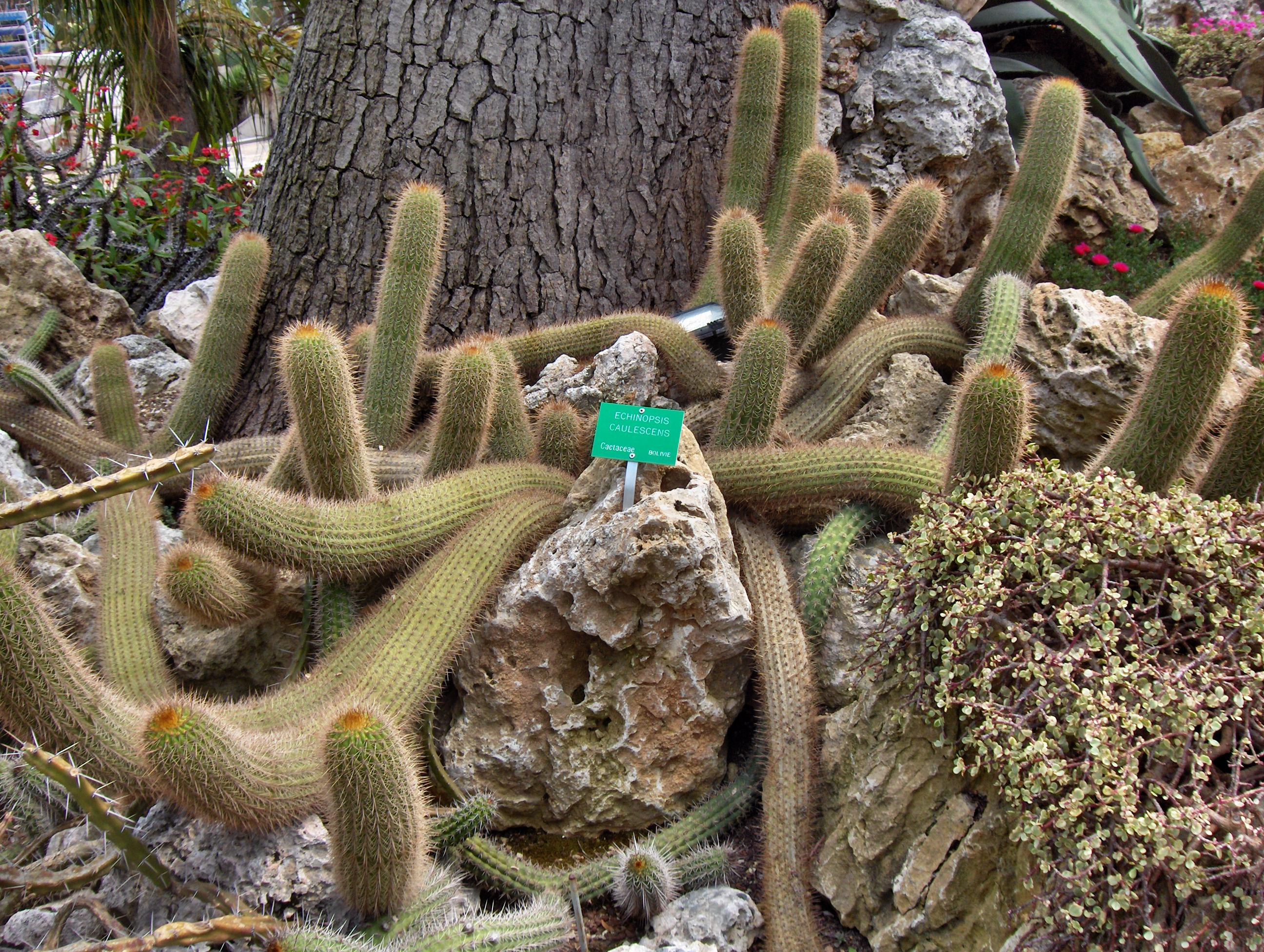